# Santa Ana (Asunción)
Santa Ana es un barrio de la ciudad de Asunción, capital de la República del Paraguay.

## Historia
En la zona y en la orilla del Río se hospeda la vivienda de la familia Jaegli. Dicha familia con otras pocas eran los terratenientes, que luego fueron loteando, para llegar a ser lo que ahora se tiene, un barrio con todos los equipamientos.
Las familias de escasos recursos son aquellas que en principio se dedicaban a la pesca, otros al contrabando hormiga, que con canoas traían mercaderías de la Argentina, luego construyeron viviendas precarias de descanso, que con el tiempo vinieron a instalarse con sus familias.
Las familias con grandes residencias comenzaron a llegar al barrio, una vez que la zona comenzó a lotearse, llegando hoy a contar con varias urbanizaciones.

## Características
La topografía es accidentada. La laguna Cateura y un profundo barranco, son características geográficas resaltantes del lugar.
El uso del suelo es eminentemente residencial existen también industrias como la minería “San Lázaro” y los asentamientos comerciales.

## Geografía
Situado en la ciudad de Asunción, capital del Paraguay, en el Departamento Central de la Región Oriental.

## Clima
Clima subtropical, la temperatura media es de 28 °C en el verano y 17 °C en el invierno. Vientos predominantes del norte y sur. El promedio anual de precipitaciones es de 1700 mm.

## Límites
Los límites del barrio son las calles Coronel Schweitzer, prolongación de Teniente Cantaluppi, Monseñor Moleón Andréu, la Avda. José Félix Bogado y el cerro Lambaré.
- Al norte limita con el barrio Republicano.
- Al sur limita con el barrio Itá Enramada.
- Al este limita con la Ciudad de Lambaré.
- Al oeste limita con el barrio Bañado.

## Superficie
Su extensión es de 2.98 km². 

## Hidrografía
Cruzan el territorio del barrio Santa Ana los arroyos Leandro y Lambaré.

## Transporte
En cuanto al transporte público, presentan sus servicios al barrio las líneas 19, 23, 51, 13, 4 y 9.

## Medios de Comunicación
Su principal vía de comunicación es la Avda. José Félix Bogado.	
Operan cuatro canales de televisión abiertos y varias empresas que emiten señales por cable. Se conectan con veinte emisoras de radio que transmiten en frecuencias AM y FM. Cuenta con los servicios telefónicos de Copaco y los de telefonía celular, además cuenta con varios medios de comunicación y a todos los lugares llegan los diarios capitalinos.

## Población
El barrio Santa Ana cuenta con 5.200 habitantes aproximadamente, de los cuales 50% son hombres y 50% son mujeres.
La densidad poblacional es de 1.750 hab./km².

## Demografía
Existen 1.050 viviendas aproximadamente, con un promedio de 5 habitantes por cada una de ellas. Las residencias de las urbanizaciones son en general de nivel socioeconómico alto.
Las familias que cuentan con los servicios de energía eléctrica representan un 98%.
Las familias que cuentan con los servicios agua corriente representan un 8%. Las familias que cuentan con los servicios desagüe cloacal representan un 21%.
Las familias que cuentan con los servicios recolección de basura representan un 54%.
El barrio no cuenta con servicio asistencial para la salud, razón por la cual los habitantes deben desplazarse a otros barrios para cubrir esta necesidad.
En materia educativa existen un colegio privado (educación primaria) y una escuela pública (educación primaria y secundaria).
La población es de clase socioeconómica alta, media y baja. Los pobladores de la zona de la Laguna Cateura son desempleados y sobreviven a partir de lo que obtienen en el vertedero Municipal.

## Principales problemas del barrio
Zonas bajas anegadizas deben ser abandonadas por sus pobladores quienes deben reubicarse en las zonas más altas.
- Falta de transporte en el área de Laguna Cateura.
- Contaminación ambiental (agua, suelo y aire) debido al vertedero municipal ubicado en la zona baja.
- Malos olores y proliferación de alimañas e insectos.
- Falta total de servicio sanitario.
- Desagües de agua servida que en muchos casos desembocan en la calle.
- Indigencia de familias que sobreviven a partir de lo que obtienen del basural.

## Instituciones y Organizaciones existentes
Comisiones Vecinales
Existen 6 comisiones vecinales 
- Villa Verónica
- Cerro Guy
- Villa Soledad
- Villa Corina y los Naranjales
- Tayí Poty
- Yuquyty

Sus objetivos son el mejoramiento de las condiciones de vida de la comunidad, fomentando el desarrollo de la comunidad, mejoramiento del barrio, construcción y mantenimiento de plaza, mejoramiento del área de asentamiento y legalización del terreno municipal.

## Instituciones No Gubernamentales
Religiosas Católicas:
- Capilla Virgen de las Mercedes
- Seminario Mayor Nacional

Entidades Deportivas y Sociales
- Club Sport Colonial (predio de fútbol)

Educativas:
- Colegio San Diego y Saint CatherineColegio Saint Catherine.

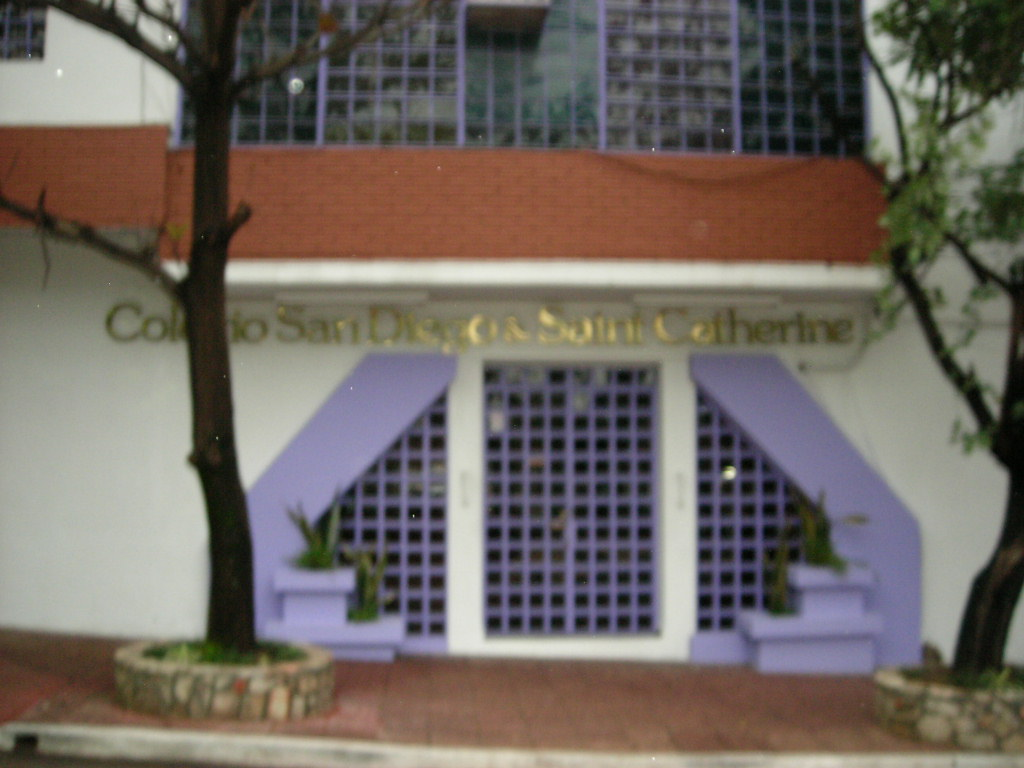
Colegio Saint Catherine.

- Universidad Católica Nuestra Señora de la Asunción
- Instituto de Teología

## Instituciones Gubernamentales
Municipales
- Plazas:
  - Moleón Andréu (ocupada)
  - Tomás Romero Pereira e Yvapovô (ocupado)
  - San Fernando (ocupado)
  - Moleón Andréu (ocupado)

Educativas:
- Escuela Estatal Nª 210 República de Hungría